# Upplands runinskrifter 156
Upplands runinskrifter 156 är ett vikingatida runstensfragment som hittades i Lissby, Täby socken och Täby kommun. Stenen är 47 gånger 46 centimeter stor. Två fragment hittades i Lissby 1930, varav det ena visade sig höra till U 155. Fragmentet förvaras i biblioteket i Täby centrum.

## Inskriften
Translitterering av runraden:
× (h)-lmi × lit × ...
Normalisering till runsvenska:
H[o]lmi let ...
Översättning till nusvenska:
Holmi lät ...